# Trichothyse hortensis
Trichothyse hortensis är en spindelart som beskrevs av Tucker 1923. Trichothyse hortensis ingår i släktet Trichothyse och familjen plattbuksspindlar. Inga underarter finns listade i Catalogue of Life.